# Marie Gevers
Marie Gevers (nascuda a Edegem, a prop d'Anvers, el 30 de desembre del 1883 i morta al mateix lloc al 9 de març de 1975) és una novel·lista belga.
Educada per la seva mare, sempre tingué un especial interès per la literatura. Encara molt jove, Verhaeren ja l'encoratjava a compondre poesia bucòlica. Es va casar el 1908 amb Frans Willems, un net de l'activista flamenc Jan Frans Willems, amb el qual va tenir tres fills, Jean (1909), el futur escriptor Paul (1912) i Antoinette (1920). Gevers dedicà tota la vida a la família i, de fet, un dels trets més destacats de la seva poesia era l'amor als orígens i a la família. Fa part d'un grup d'autors d'origen neerlandòfon que a cavall dels segles xix i xx escrivien en francès: Georges Eekhoud, Maurice Maeterlinck, Alfred Rodenbach i Emile Verhaeren
El 1917 va ser publicada la seva primera antologia, titulada Missenbourg, inspirada en la seva casa natal, «Mussenburg», a Edegem. Després, als voltants del 1930, va començar a escriure en prosa: Madame Orpha ou la sérénade de mai (1933), Guldentop (1934) i La ligne de vie (1937).
Gevers fou la primera dona escollida membre de l'Académie royale de langue et de littérature françaises de Belgique el 1938. A la seva mort, el seu fill i també escriptor Paul va succeir-la a l'Acadèmia. El 1960, va rebre el Grand Prix quinquennal de littérature française. Va morir el 9 de març del 1975 al seu poble natal.